# Élections municipales de 2017 dans Rouville
Pour un article plus général, voir Élections municipales de 2017 en Montérégie.
Cet article concerne les élections municipales de 2017 en Montérégie dans la municipalité régionale de comté de Rouville.

## Ange-Gardien
| Candidats pour la mairie    | Vote            | %               |
| --------------------------- | --------------- | --------------- |
| Yvan Pinsonneault (Sortant) | Sans opposition | Sans opposition |

| Candidats conseiller #1 | Vote            | %               |
| ----------------------- | --------------- | --------------- |
| Rhéal Grenier (Sortant) | Sans opposition | Sans opposition |

| Candidats conseiller #2 | Vote | %     |
| ----------------------- | ---- | ----- |
| Éric Ménard (Sortant)   | 97   | 65,54 |
| François Brisson        | 51   | 34,46 |

| Candidats conseiller #3 | Vote            | %               |
| ----------------------- | --------------- | --------------- |
| Jonathan Alix (Sortant) | Sans opposition | Sans opposition |

| Candidats conseiller #4     | Vote            | %               |
| --------------------------- | --------------- | --------------- |
| Charles Choquette (Sortant) | Sans opposition | Sans opposition |

| Candidats conseiller #5                 | Vote            | %               |
| --------------------------------------- | --------------- | --------------- |
| Benoît Pépin (Sortant d'un autre poste) | Sans opposition | Sans opposition |

| Candidats conseiller #6 | Vote            | %               |
| ----------------------- | --------------- | --------------- |
| Guillaume Desnoyers     | Sans opposition | Sans opposition |

## Marieville
| Candidats pour la mairie       | Vote  | %     |
| ------------------------------ | ----- | ----- |
| Caroline Gagnon                | 2 078 | 71,21 |
| Gilles Delorme (Sortant)       | 840   | 28,79 |
| Taux de participation : 36,0 % |       |       |

| Candidats district #1 | Vote | %     |
| --------------------- | ---- | ----- |
| Sylvain Lapointe      | 312  | 56,42 |
| Pierre Hainault       | 241  | 43,58 |

| Candidats district #2 | Vote            | %               |
| --------------------- | --------------- | --------------- |
| Geneviève Létourneau  | Sans opposition | Sans opposition |

| Candidats district #3 | Vote | %     |
| --------------------- | ---- | ----- |
| Cynthia Vallée        | 375  | 74,11 |
| Martin Laurier        | 131  | 25,89 |

| Candidats district #4     | Vote            | %               |
| ------------------------- | --------------- | --------------- |
| Monic Paquette (Sortante) | Sans opposition | Sans opposition |

| Candidats district #5    | Vote            | %               |
| ------------------------ | --------------- | --------------- |
| Louis Bienvenu (Sortant) | Sans opposition | Sans opposition |

| Candidats district #6    | Vote            | %               |
| ------------------------ | --------------- | --------------- |
| Gilbert Lefort (Sortant) | Sans opposition | Sans opposition |

- Élection partielle pour le poste de conseiller du district #3 le 11 novembre 2018[1].
  - Déclenchée en raison du départ de la conseillère Cynthia Vallée pour des raisons familiales[2].
  - Élection de Marc-André Sévigny au poste de conseiller du district #3 [1].

| Candidats district #3 | Vote | %     |
| --------------------- | ---- | ----- |
| Marc-André Sévigny    | 106  | 72,60 |
| Carole Bryant         | 40   | 27,40 |

## Richelieu
| Partis | Partis               | Candidats pour la mairie    | Vote            | %               |
| ------ | -------------------- | --------------------------- | --------------- | --------------- |
|        | Coalition Richeloise | Jacques Ladouceur (Sortant) | Sans opposition | Sans opposition |

| Partis | Partis               | Candidats district #1 | Vote            | %               |
| ------ | -------------------- | --------------------- | --------------- | --------------- |
|        | Coalition Richeloise | Stéphane Bérard       | Sans opposition | Sans opposition |

| Partis | Partis               | Candidats district #2    | Vote            | %               |
| ------ | -------------------- | ------------------------ | --------------- | --------------- |
|        | Coalition Richeloise | Jo-Ann Quérel (Sortante) | Sans opposition | Sans opposition |

| Partis | Partis               | Candidats district #3     | Vote            | %               |
| ------ | -------------------- | ------------------------- | --------------- | --------------- |
|        | Coalition Richeloise | Claude Gauthier (Sortant) | Sans opposition | Sans opposition |

| Partis | Partis               | Candidats district #4 | Vote            | %               |
| ------ | -------------------- | --------------------- | --------------- | --------------- |
|        | Coalition Richeloise | Tania Ann Blanchette  | Sans opposition | Sans opposition |

| Partis | Partis               | Candidats district #5 | Vote            | %               |
| ------ | -------------------- | --------------------- | --------------- | --------------- |
|        | Coalition Richeloise | Michel Filteau        | Sans opposition | Sans opposition |

| Partis | Partis               | Candidats district #6 | Vote            | %               |
| ------ | -------------------- | --------------------- | --------------- | --------------- |
|        | Coalition Richeloise | Bruno Gattuso         | Sans opposition | Sans opposition |

- Élection partielle au poste de conseiller #5 le 1er décembre 2019[3]
  - Élection organisée en raison du décès du conseiller Jacques Filteau[3]
  - Jacques Darches est élu au poste de conseiller #5.

## Rougemont
| Candidats pour la mairie                     | Vote | %     |
| -------------------------------------------- | ---- | ----- |
| Michel Arseneault (Sortant d'un autre poste) | 680  | 57,14 |
| André Guay                                   | 510  | 42,86 |
| Taux de participation : 54,1 %               |      |       |

| Candidats conseiller #1 | Vote | %     |
| ----------------------- | ---- | ----- |
| Jeannot Alix (Sortant)  | 135  | 60,57 |
| Stéphane Maheu          | 70   | 31,39 |
| Éric Vincent            | 18   | 8,07  |

| Candidats conseiller #2 | Vote | %     |
| ----------------------- | ---- | ----- |
| Marielle Farley         | 103  | 53,09 |
| Stéphane Martin         | 83   | 42,78 |
| Claude Hunot            | 8    | 4,12  |

| Candidats conseiller #3 | Vote            | %               |
| ----------------------- | --------------- | --------------- |
| Éric Fortin (Sortant)   | Sans opposition | Sans opposition |

| Candidats conseiller #4   | Vote | %     |
| ------------------------- | ---- | ----- |
| Mario Côté                | 132  | 55,00 |
| Jimmy Bouchard            | 55   | 22,92 |
| Normand Lacroix (Sortant) | 53   | 22,08 |

| Candidats conseiller #5 | Vote | %     |
| ----------------------- | ---- | ----- |
| Pierre Dion (Sortant)   | 111  | 52,11 |
| France Giard            | 102  | 47,89 |

| Candidats conseiller #6 | Vote            | %               |
| ----------------------- | --------------- | --------------- |
| Bruno Despots (Sortant) | Sans opposition | Sans opposition |

## Saint-Césaire
| Candidats pour la mairie | Vote            | %               |
| ------------------------ | --------------- | --------------- |
| Guy Benjamin (Sortant)   | Sans opposition | Sans opposition |

| Candidats district #1   | Vote | %     |
| ----------------------- | ---- | ----- |
| Joanie Généreux         | 163  | 76,89 |
| Jacques Auger (Sortant) | 49   | 23,11 |

| Candidats district #2      | Vote            | %               |
| -------------------------- | --------------- | --------------- |
| Michel Denicourt (Sortant) | Sans opposition | Sans opposition |

| Candidats district #3     | Vote | %     |
| ------------------------- | ---- | ----- |
| André Deschamps (Sortant) | 180  | 63,83 |
| Suzanne Provencher        | 102  | 36,17 |

| Candidats district #4 | Vote            | %               |
| --------------------- | --------------- | --------------- |
| Jacques Bienvenue     | Sans opposition | Sans opposition |

| Candidats district #5 | Vote            | %               |
| --------------------- | --------------- | --------------- |
| Gilbert Viens         | Sans opposition | Sans opposition |

| Candidats district #6   | Vote            | %               |
| ----------------------- | --------------- | --------------- |
| Denis Chagnon (Sortant) | Sans opposition | Sans opposition |

## Saint-Mathias-sur-Richelieu
| Partis                         | Partis                                                   | Candidats pour la mairie        | Vote | %     |
| ------------------------------ | -------------------------------------------------------- | ------------------------------- | ---- | ----- |
|                                | Équipe Jocelyne G. Deswarte - Ensemble pour nos citoyens | Jocelyne G. Deswarte (Sortante) | 955  | 56,14 |
|                                | St-Mathias en action                                     | Patrick Saindon                 | 746  | 43,86 |
| Taux de participation : 48,0 % |                                                          |                                 |      |       |

| Partis | Partis                                                   | Candidats conseiller #1 | Vote | %     |
| ------ | -------------------------------------------------------- | ----------------------- | ---- | ----- |
|        | Équipe Jocelyne G. Deswarte - Ensemble pour nos citoyens | Steve Bruneau-Collard   | 964  | 57,42 |
|        | St-Mathias en action                                     | Réal Picotte (Sortant)  | 715  | 42,58 |

| Partis | Partis                                                   | Candidats conseiller #2 | Vote | %     |
| ------ | -------------------------------------------------------- | ----------------------- | ---- | ----- |
|        | Équipe Jocelyne G. Deswarte - Ensemble pour nos citoyens | Daniel Tétrault         | 902  | 53,22 |
|        | St-Mathias en action                                     | Marie-Eve Roy           | 793  | 46,78 |

| Partis | Partis                                                   | Candidats conseiller #3 | Vote | %     |
| ------ | -------------------------------------------------------- | ----------------------- | ---- | ----- |
|        | Équipe Jocelyne G. Deswarte - Ensemble pour nos citoyens | Jacques Lépine          | 846  | 50,21 |
|        | St-Mathias en action                                     | Pierre Chassé           | 654  | 38,81 |
|        | Indépendant                                              | Pierre Chassé           | 185  | 10,98 |

| Partis | Partis                                                   | Candidats conseiller #4 | Vote | %     |
| ------ | -------------------------------------------------------- | ----------------------- | ---- | ----- |
|        | Équipe Jocelyne G. Deswarte - Ensemble pour nos citoyens | Jean Rioux (Sortant)    | 842  | 49,97 |
|        | St-Mathias en action                                     | Dave Adams              | 642  | 38,10 |
|        | Indépendant                                              | Martin Loiselle         | 201  | 11,93 |

| Partis | Partis                                                   | Candidats conseiller #5 | Vote | %     |
| ------ | -------------------------------------------------------- | ----------------------- | ---- | ----- |
|        | Équipe Jocelyne G. Deswarte - Ensemble pour nos citoyens | Maxime Labrie           | 924  | 54,80 |
|        | St-Mathias en action                                     | Patrick Dubois          | 762  | 45,20 |

| Partis | Partis                                                   | Candidats conseiller #6       | Vote | %     |
| ------ | -------------------------------------------------------- | ----------------------------- | ---- | ----- |
|        | Équipe Jocelyne G. Deswarte - Ensemble pour nos citoyens | Marjolaine Godbout (Sortante) | 909  | 53,88 |
|        | St-Mathias en action                                     | Véronique Filion-Legros       | 778  | 46,12 |

- Démission du conseiller #1, Steve Bruneau-Collard, le 8 mars 2021 en raison de contraintes personnelles[4].

## Saint-Paul-d'Abbotsford
| Candidats pour la mairie       | Vote | %     |
| ------------------------------ | ---- | ----- |
| Robert Vyncke (Sortant)        | 683  | 79,98 |
| Dany Forand                    | 171  | 20,02 |
| Taux de participation : 37,8 % |      |       |

| Candidats conseiller #1   | Vote            | %               |
| ------------------------- | --------------- | --------------- |
| Mario Blanchard (Sortant) | Sans opposition | Sans opposition |

| Candidats conseiller #2 | Vote            | %               |
| ----------------------- | --------------- | --------------- |
| Mario Larochelle        | Sans opposition | Sans opposition |

| Candidats conseiller #3   | Vote            | %               |
| ------------------------- | --------------- | --------------- |
| Robert Marshall (Sortant) | Sans opposition | Sans opposition |

| Candidats conseiller #4    | Vote            | %               |
| -------------------------- | --------------- | --------------- |
| Pierre Pelletier (Sortant) | Sans opposition | Sans opposition |

| Candidats conseiller #5       | Vote            | %               |
| ----------------------------- | --------------- | --------------- |
| Mélanie Duchesneau (Sortante) | Sans opposition | Sans opposition |

| Candidats conseiller #6      | Vote            | %               |
| ---------------------------- | --------------- | --------------- |
| Christian Riendeau (Sortant) | Sans opposition | Sans opposition |

## Sainte-Angèle-de-Monnoir
| Candidats pour la mairie                | Vote | %     |
| --------------------------------------- | ---- | ----- |
| Denis Paquin (Sortant d'un autre poste) | 454  | 65,32 |
| Francis Côté (Sortant d'un autre poste) | 142  | 20,43 |
| Bernard Petit                           | 99   | 14,24 |
| Taux de participation : N/A %           |      |       |

| Candidats conseiller #1 | Vote            | %               |
| ----------------------- | --------------- | --------------- |
| Mathieu Bélanger        | Sans opposition | Sans opposition |

| Candidats conseiller #2            | Vote | %     |
| ---------------------------------- | ---- | ----- |
| Hélène Laliberté                   | 351  | 52,15 |
| Thérèse Larose D'Amours (Sortante) | 322  | 47,85 |

| Candidats conseiller #3     | Vote | %     |
| --------------------------- | ---- | ----- |
| Marc-André Viens            | 430  | 64,18 |
| Josée Desrochers (Sortante) | 240  | 35,82 |

| Candidats conseiller #4  | Vote            | %               |
| ------------------------ | --------------- | --------------- |
| Claude Gingras (Sortant) | Sans opposition | Sans opposition |

| Candidats conseiller #5 | Vote | %     |
| ----------------------- | ---- | ----- |
| Marcel Boulay           | 352  | 52,38 |
| Chantal Soucy           | 320  | 47,62 |

| Candidats conseiller #6   | Vote | %     |
| ------------------------- | ---- | ----- |
| Nicolas Beaulne (Sortant) | 474  | 70,43 |
| Bob McKenna               | 199  | 29,57 |

- Mathieu Bélanger, Hélène Laliberté et Marc-André Viens, respectivement conseillers #1, #2 et #3, quittent leur poste en cours de mandat.
  - Démission du conseillère #2, Hélène Laliberté le 1er janvier 2021[5].
  - Démission du conseiller #3, Marc-André Viens le 31 janvier 2021[6].
  - Démission du conseiller #1, Mathieu Bélanger le 4 juin 2021[7].